# Jaycee Carroll
Jaycee Don Carroll (Laramie, Wyoming, Estats Units, 16 d'abril de 1983) és un jugador de bàsquet nord-americà que també té passaport azerbaidjanès. Actualment juga d'escorta i forma part de la plantilla del Reial Madrid de la Lliga ACB.

## Trajectòria
Va passar quatre anys a la Utah State de la NCAA deixant petjada, i és que en els quatre anys que va passar allí, a Carroll li va donar temps per convertir-se en el seu màxim anotador històric amb més de 2500 punts. Després del seu pas per la universitat, va decidir emigrar a Europa, concretament al Banca Termes Teramo de la Llega italiana. Allà hi va passar una temporada abans de fitxar pel Gran Canària 2009, on va acabar d'explotar.

### Gran Canària 2009
Jaycee Carroll ja a l'illa de Gran Canària, va debutar el dia 11 d'octubre de 2009 enfront del DKV Joventut de Badalona. Va anotar 23 punts amb 7 triples. Al final de temporada va rebre el premi de màxim anotador de l'ACB, amb unes estadístiques molt bones, 19.3 pts. per partit i diversos amb més de 30 punts com en la pista del Reial Madrid o enfront de l'Unicaja
Ja en la temporada 2010/2011, Carroll va millorar tant en percentatges de tir, que estaven per sobre del 50 % en tirs de 2 i 44 % en de 3. En 5 partits va superar els 30 punts. La seva millor marca, va ser en el camp del DKV Joventut, 35 punts amb 38 de valoració.
Aquest any, Carroll va ajudar el seu equip a jugar la Copa del Rei i als playoffs de l'ACB. A la Copa, Carroll va fer 30 punts al Madrid.
A final de temporada Carroll es va endur de nou el premi de màxim anotador de l'ACB (19,6 punts per partit) i el van triar com a "Millor Escorta de l'ACB - Temporada 2011".

### Reial Madrid
En l'estiu de 2011 va signar amb el Reial Madrid de Bàsquet de la Lliga ACB. Dos anys després l'equip va renovar el seu contracte amb el conjunt blanc per 4 anys més, fins a 2017. Després de 5 temporades en el Reial Madrid (en el qual havia aconseguit 12 títols oficials fins a aquell moment) al novembre de 2016 es va convertir a l'estranger que més partits ha jugat per a l'equip madrileny, superant Louis Bullock.

## Vida personal
Carrol és membre de l'església mormona i va ser missioner d'aquesta religió a Santiago de Xile on va aprendre espanyol. Està casat i té tres filles: Alba, Bella i Zoe, i un fill, Jagger.

## Palmarès
- Eurolliga (2): 2015, 2018.
- Lliga ACB (5): 2013, 2015, 2016, 2018, 2019.
- Copa del Rei (6): 2012, 2014, 2015, 2016, 2017, 2020.
- Supercopa d'Espanya (6): 2012, 2013, 2014, 2018, 2019, 2020.
- Copa Intercontinental FIBA (1): 2015.

### Distincions individuals
- Rookie de l'any de la Big West (2005).
- Jugador de l'Any de la WAC (2008).
- Màxim anotador de l'ACB de la temporada 2009/10. i 2010/11.[7][8]
- Millor Quintet de l'ACB (1): 2011.[9]
- Concurs de triples ACB (2): (2015, 2016).
- Millor jugador estranger de l'ACB per la revista Gigantes del básquet.